# Kanton Le Mans-7
Der Kanton Le Mans-7 ist seit 2015 ein französischer Wahlkreis im Arrondissement Le Mans, im Département Sarthe und in der Region Pays de la Loire; sein Hauptort ist Le Mans.

## Gemeinden
Der Kanton besteht aus sieben Gemeinden und Gemeindeteilen mit insgesamt 26.712 Einwohnern (Stand: 1. Januar 2022) auf einer Gesamtfläche von 77,23 km²:
| Gemeinde              | Einwohner 1. Januar 2022 | Fläche km² | Dichte Einw./km² | Code INSEE | Postleitzahl |
| --------------------- | ------------------------ | ---------- | ---------------- | ---------- | ------------ |
| Allonnes              | 10.740                   | 18,07      | 594              | 72003      | 72700        |
| Chaufour-Notre-Dame   | 1.164                    | 11,19      | 104              | 72073      | 72550        |
| Fay                   | 736                      | 9,48       | 78               | 72130      | 72550        |
| Le Mans               | 8.872                    | 9,85       | 901              | 72181      | 72000, 72100 |
| Pruillé-le-Chétif     | 1.333                    | 10,30      | 129              | 72247      | 72700        |
| Saint-Georges-du-Bois | 2.228                    | 7,23       | 308              | 72280      | 72700        |
| Trangé                | 1.639                    | 11,11      | 148              | 72360      | 72650        |
| Kanton Le Mans-7      | 26.712                   | 77,23      | 346              | 7216       | –            |

1. ↑   Nur der südwestliche Teil der Gemeinde, der Rest verteilt sich auf die Kantone Le Mans-1, Le Mans-2, Le Mans-3, Le Mans-4, Le Mans-5 und Le Mans-6.